# Кристофър Хаят
Кристофър Хаят (12 юли 1943 г. – 9 февруари 2008 г.), роден Алън Роналд Милър, е американски окултист, автор и основател на Extreme Individual Institute (EII). Най-известен е като президент на New Falcon Publications. В България са издавани негови книги; „Библия на психопата“, „Вуду в градски условия“ISBN 954820836x, „Илюстрована гоетия на Алистър Кроули, сексуална евокация“ ISBN 954820837x

## Ранен живот
Родом от Чикаго, Алън Милър, син на полицейския лейтенант Леонард Милър и съпругата му Берта Фрийдман, е роден по време на „ревящите години на войната“. Пишейки и говорейки като Кристофър Хаят, той разказа два различни разказа за края на кариерата си в гимназията. В първия той твърди, че е напуснал гимназията на шестнайсетгодишна възраст, като е работил вместо като готвач, скитайки из Съединените щати. 

## Окултизъм
Интересът на Хаят към окултното започва в ранните му двадесет години. Желанието му да продължи по-нататък изучаването на магия доведе до срещата на Israel Regardie в Студио Сити през 70-те години.Regardie въвежда Хаят в терапията на Райх, като настоява Хаят да я изучи преди всякакви магически занимания. По-нататък Regardie инструктира Hyatt във вълшебната система на Ордена на херметиците на Златната зора. Хаят е деветостепенен член на окултния орден Ордо Темпли Ориентис, и той е съосновател с Дейвид Херувим na Телемичния орден на Златната зора в Лос Анджелис на Верналното равноденствие от 1990 г.

## Академична кариера
Хаят е обучен в експериментална и клинична психология и практикува като психотерапевт дълги години. Като Алън Милър той използва 18-те точки, спечелени от военния си The General Educational Development (GED), за първата си академична кариера в Лос Анджелис Сити Колидж, където учи счетоводство две години. По-късно променя своя профил на Обща психология, като печели магистърски степени по експериментална психология и медицинско образование. Бил е член на клиника на Фройд в Южна Калифорния. Той прекарва почти една година, изучавайки хипнозата в Института по мотивация за хипноза в Лос Анджелис, а също така учи хипноза в Калифорнийския университет, Ървайн. Милър притежава докторантури както в клиничната психология, така и в човешкото поведение Някои от техниките му смесват физиотерапия на Райх и тантрична йога. Той също включва хипнозата заедно с алтернативна медицина (bodywork) с пациенти и студенти. Според неговия уебсайт: „Той напусна академията и държавната спонсорирана психология, за да стане изследовател на човешкия ум“.
Смърт
Хаят почива от рак в Скотсдейл, Аризона, на 64-годишна възраст.

## работи
- Освобождаване от себе си с енергизирана медитация и други устройства. (2010 г.). Нови публикации на Falcon; 5-о преработено издание. ISBN 1561840572
- Пактове с дявола: хроника на секса, богохулството и освобождението, с С. Джейсън Блек. (2010 г.). Оригиналът Falcon Press. ISBN 193515026X
- Библията на Психопата: За екстремния индивид, под редакцията на Никълъс Тархер (2011). Оригиналът Falcon Press; 2-ро издание. ISBN 1935150324
- Urban Voodoo: Ръководство за начинаещи по афро-карибска магия, със S. Jason Black. (2011 г.). Нови публикации на Falcon; 1-во издание. ISBN 1561840599